# Krzywy Żleb (Starorobociański Wierch)

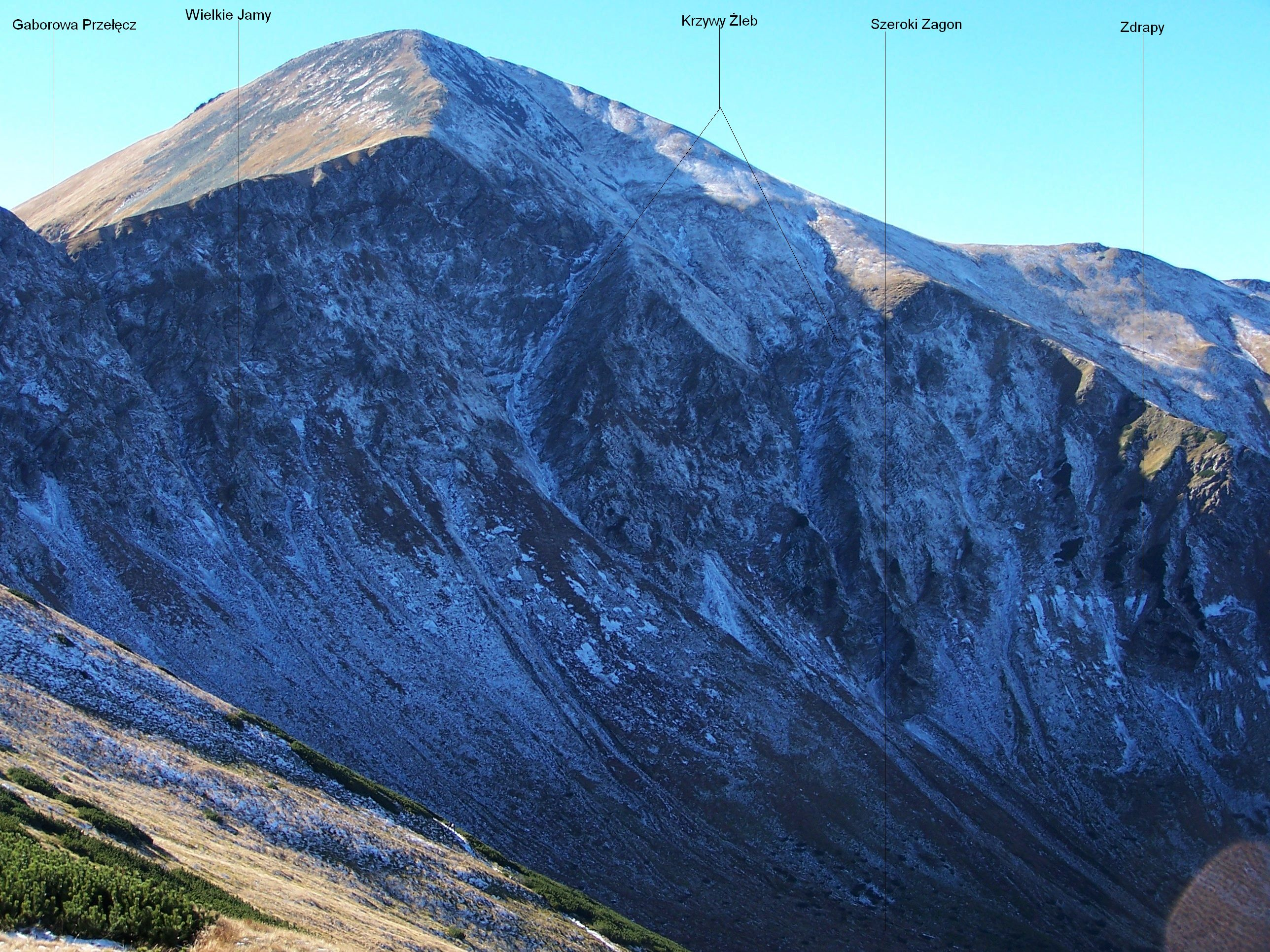
Widok z Siwych Turni

Krzywy Żleb – żleb w Dolinie Starorobociańskiej w polskich Tatrach Zachodnich. Opada z północnych ścian Starorobociańskiego Wierchu na Zagony – wielkie piarżysko poniżej tych ścian. Ściana po wschodniej stronie Krzywego Żlebu to Wielkie Jamy, po zachodniej – Zdrapy.
Krzywy Żleb ma dwa koryta, niżej łączące się w jedno. Obydwa są skaliste i bardzo strome.